# Nocturne
För andra betydelser, se Nocturne (olika betydelser).
Nocturne betyder nattlig musik, och kommer från latinets nocturnus. Det är långsamma, romantiska stycken, oftast korta, med utpräglad vacker melodi. En av de första som nyttjade formen var John Field. Det var dock Frédéric Chopin som för pianot vidareutvecklade nocturnen och skrev flera uppskattade stycken, totalt 21 stycken i denna genre, den mest kända Op. 9, No. 2 i Ess-dur.

## Lyssna
- Chopins nocturne #19 i E-moll (MIDI-fil, 12 KB)